# 풀무원다논
풀무원다논(Danone Pulmuone)은 프랑스 파리에 본사를 둔 다논(Groupe Danone SA, 그룹 다논 주식회사)의 한국 지사다. 전북특별자치도 무주군 무주읍에 위치한 남대천변 농공단지가 1990년 두산유업과 프랑스 다논 제휴하였다. 2008년에 외국인 투자단지로 지정되면서 다논코리아를 설립하고 전북특별자치도 무주군 농공단지(12만 1634m2)에 기능성 발효유 생산시설을 설립하였다. 그리고 2009년 9월에 LG생활건강과 함께 기능성 발효유시장에 진출하여 액티비아, 생수 에비앙, 볼빅 등을 판매하고 있다. 2012년 9월부터 현재까지 풀무원과 손을 잡아 명칭을 다논코리아에서 풀무원다논으로 변경하였다. 본사는 서울특별시 강남구 광평로 280 로즈데일빌딩 4층에 위치에 있으며, 등기상주소는 전북특별자치도 무주군 무주읍 당산강변로 32번지에 있다.

## 같이 보기
- 다논그룹